# Chaetura chapmani
El vencejo de Chapman o vencejo de alas azules y vencejo uniforme en Venezuela (Chaetura chapmani) es una especie de ave apodiforme de la familia Apodidae que vive en Sudamérica. Se le puso el nombre en honor del ornitólogo estadounidense Frank Michler Chapman (1864-1945).

## Descripción
El vencejo de Chapman mide entre 13 y 14 cm de longitud. Las partes superiores de su cuerpo son principalmente de color negro con reflejos azules en la parte superior de las alas y espalda de los adultos, aunque son verdes en los juveniles. Su obispillo es de color pardo por lo que destaca mínimamente en el fondo negro, y su vientre es de color gris oscuro.

## Distribución y hábitat
Se encuentra en Brasil, Colombia, la Guayana francesa, Guyana, Panamá, Surinam, Trinidad y Tobago y Venezuela.
Su hábitat natural son las selvas húmedas tropicales de regiones bajas. Suele volar a altitudes entre los 100 y 1600 m.

## Taxonomía
La especie fue descrita científicamente por el ornitólogo austriaco Carl Edward Hellmayr en  1907. Anteriormente se consideraba que eran variedades de C. pelagica y C. vauxi.
La variedad considerada anteriormente una subespecie del vencejo de Chapman, Chaetura chapmani viridipennis, fue descrita como una especie aparte, Chaetura viridipennis, por Manuel Marín en 2000, debido a los estudios morfológicos y de su comportamiento. Esta opinión es compartida por el Comité de Clasificación de América del Sur.